# Thyreus ramosellus
Thyreus ramosellus är en biart som först beskrevs av Cockerell 1919.  Thyreus ramosellus ingår i släktet Thyreus och familjen långtungebin. Inga underarter finns listade i Catalogue of Life.